# Avenue Jean-Jaurès (Paris)
Pour les articles homonymes, voir Avenue Jean-Jaurès.
L’avenue Jean-Jaurès est la plus grande avenue du 19e arrondissement de Paris.

## Situation et accès
L'avenue Jean-Jaurès relie la place de la Bataille-de-Stalingrad à la porte de Pantin. Elle prolonge la rue La Fayette.
C'est essentiellement une avenue commerçante, avec notamment un Monoprix, au niveau de la rue de Lorraine, ainsi qu'un certain nombre de restaurants. De nombreux commerces avoisinants sont également apparus depuis l'installation dans l'avenue des locaux du cours Florent, qui accueille bon nombre de comédiens en devenir.
Depuis 2004, l'avenue Jean-Jaurès est une des premières avenues de Paris à devenir un « espace civilisé ». En effet, à la suite de deux référendums locaux (1998 et 2002) organisés par la mairie d'arrondissement, les habitants ont choisi de transformer l'axe rouge deux fois deux voies en un espace où piétons, cyclistes, bus et voitures cohabitent davantage : mi-2006, l'avenue Jean-Jaurès est devenue une voie avec une file entrante dans Paris et une file sortante.

### Voies croisées
- Rue Bouret
- Rue Armand-Carrel
- Rue Lally-Tollendal
- Rue Henri-Noguères
- Passage de Melun
- Rue de la Moselle
- Passage de la Moselle
- Villa Rémi-Belleau
- Rue Euryale-Dehaynin
- Avenue de Laumière
- Rue Pierre-Girard
- Rue du Rhin
- Rue Nicole-Chouraqui
- Rue de Crimée
- Rue de Lorraine
- Rue André-Danjon
- Rue de l'Ourcq
- Rue d'Hautpoul
- Rue des Ardennes
- Rue de Lunéville
- Rue Georges-Thill
- Rue Adolphe-Mille
- Allée de la Garance
- Avenue du Nouveau-Conservatoire
- Rue Eugène-Jumin
- Galerie de la Villette
- Place de la Fontaine-aux-Lions
- Allée du Zénith
- Sente des Dorées
- Allée Arthur-Honegger

## Origine du nom

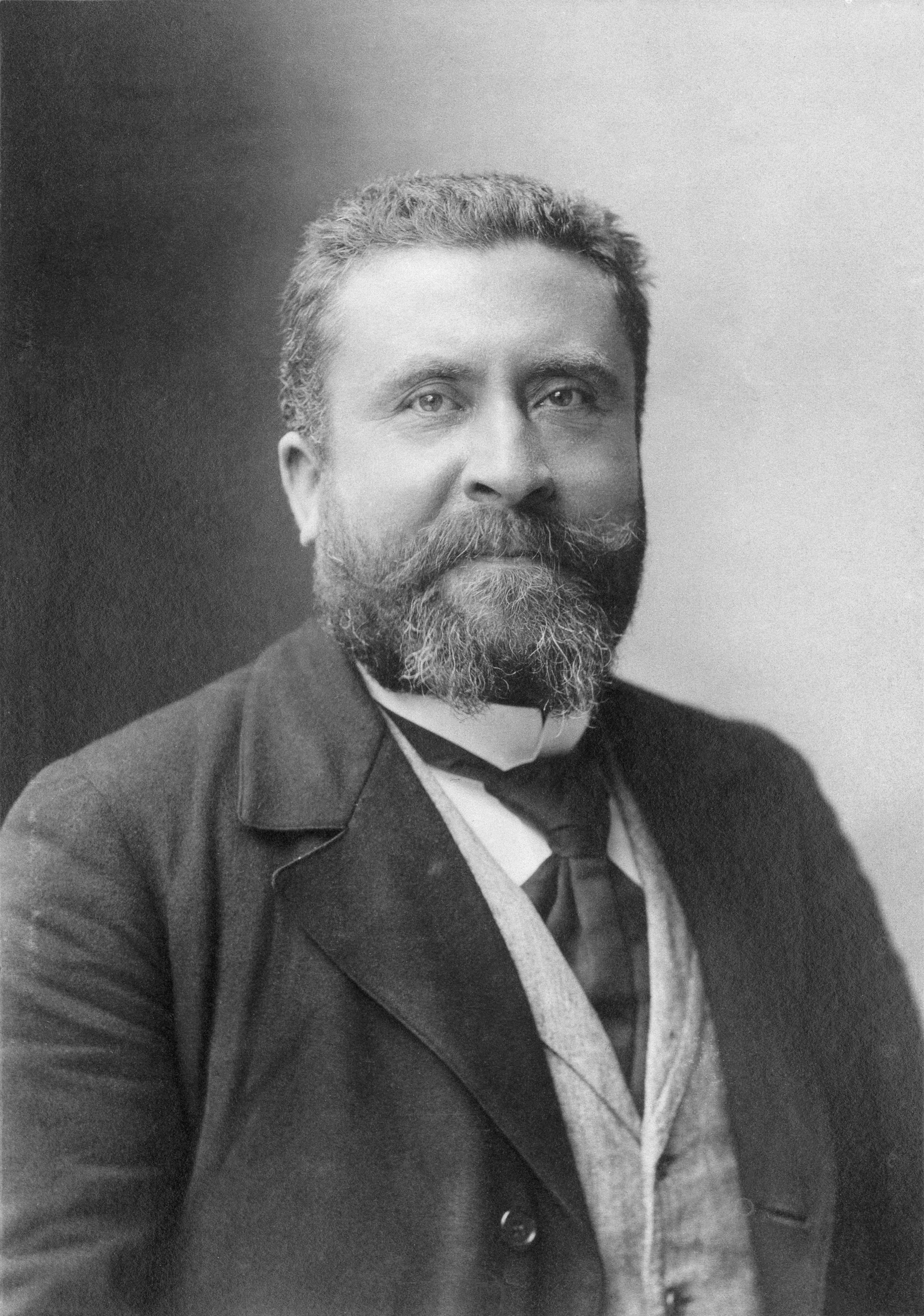
Jean Jaurès.

Le nom de la voie fait référence à l'homme politique socialiste français Jean Jaurès (1859-1914).

## Historique

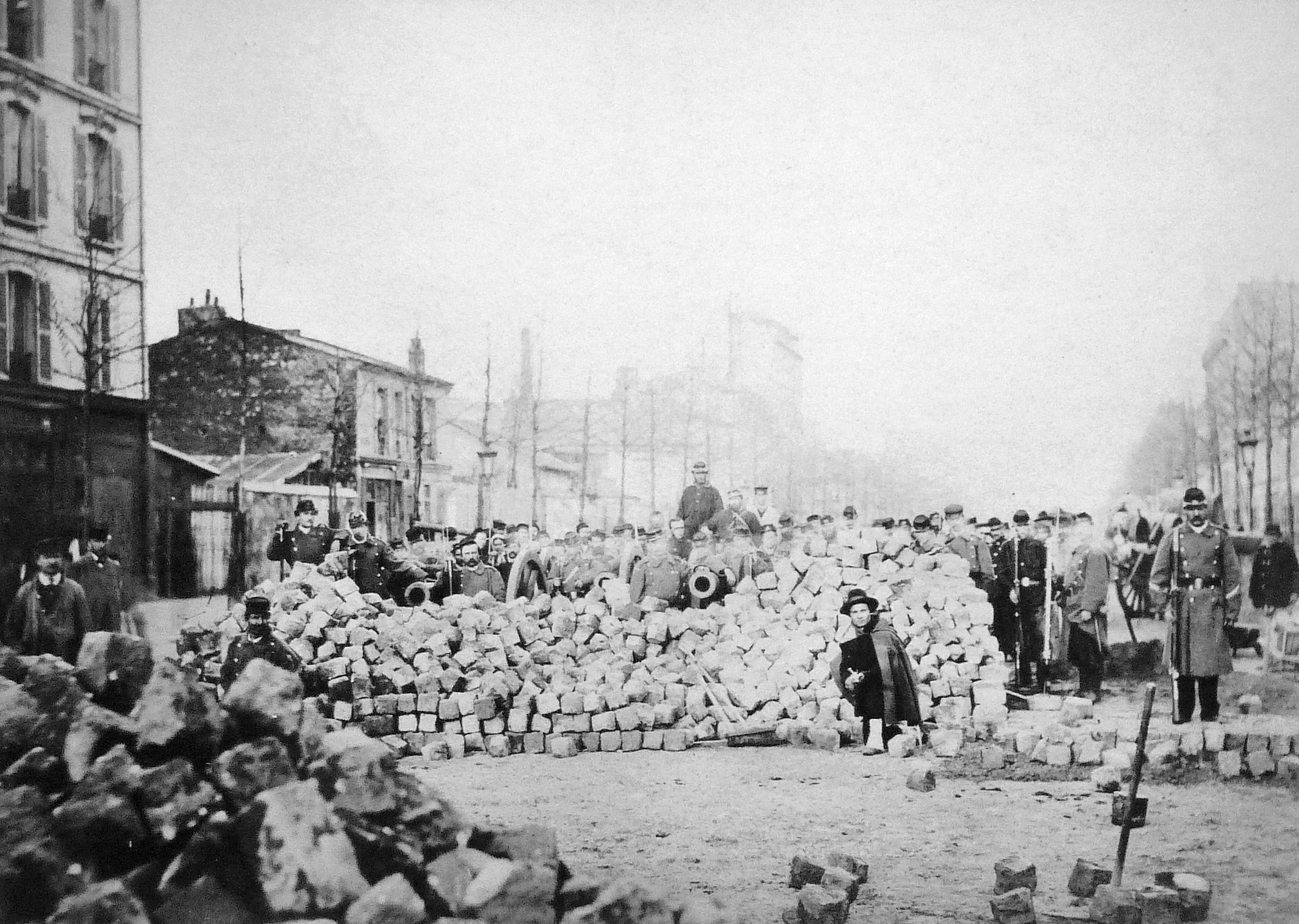
Barricade sur la rue d'Allemagne en 1871.

La création de l'avenue Jean-Jaurès comme élément d'une grande route de Paris vers l'Est sur sa partie de la place de Stalingrad à la rue de Crimée date de 1768 remplaçant la rue de Meaux qui remplaçait à cette époque l'ancien chemin de Meaux. De la rue de Crimée à la porte de Pantin, l'avenue figure sur les plans Roussel et Delagrive de Paris et de ses environs de 1730 comme route principale  à l'emplacement de l'ancien chemin avait donc été réalisée avant cette date[pas clair]. La voie est dénommée successivement « grand chemin de Meaux », « route de Meaux à Paris » (1787), « rue d'Allemagne », elle porte en 1914 le nom de « avenue d'Allemagne ».
Le 31 juillet 1914, Jean Jaurès, homme politique et philosophe français, fortement opposé à ceux qui poussent à la guerre, est assassiné à Paris. Pour célébrer sa mémoire, Paris donne son nom le 19 août 1914 à l'avenue d'Allemagne, devenue donc « avenue Jean-Jaurès » ; de même, la rue de Berlin devient « rue de Liège ». Le 3 août 1914, l'Allemagne ayant déclaré la guerre à la France, ce changement de nom était aussi un acte politique. Des changements similaires interviennent ailleurs en Europe, comme le relève l'historien André Loez : « Le Café Piccadilly de Berlin devient le Deutsches Café, et la sonorité trop germanique de Saint-Pétersbourg est russifiée en “Petrograd” par décret du tsar. »
Les stations de métro, Rue d'Allemagne, qui avait été ouverte 23 février 1903, soit quelques semaines après l'ouverture de la ligne, ainsi que la station Berlin, sont elles aussi rebaptisées Jean-Jaurès et Liège le 1er août 1914 pour les mêmes raisons.
Le 11 mars 1918, durant la Première Guerre mondiale, le nos 10 et 100 avenue Jean-Jaurès sont touchés lors d'un raid effectué par des avions allemands.

Le 23 mars 1918, un obus lancé par la Grosse Bertha explose avenue Jean-Jaurès. Le 28 mai 1918, un nouvel obus tombe sur le marché aux bestiaux de la Villette.

## Bâtiments remarquables et lieux de mémoire
- Nos 37-39 : cours Florent, école de théâtre française créée en 1967 par François Florent.
- No 67 : bâtiment de la CAF, Caisse d'allocations familiales (Michel Herbert architecte, 1984)[7].
- Nos 87-89 : gymnase Jean-Jaurès. Construit en 1888 selon les plans de l'architecte Ernest Moreau et initialement dénommé « gymnase d'Allemagne », il servait de salle de gymnastique et de stand de tir. Pour sa construction, une partie des pièces métalliques utilisées provenait de l'annexe de la grande galerie des machines de l'Exposition universelle de 1878.

Juste avant la Première Guerre mondiale, le bâtiment est agrandi par l'architecte Charles Gautier qui y ajoute d'autres salles de sport, des salles de réunion, un établissement de bains-douches et un campanile. L'établissement de bains-douches est fermé depuis 1997.
Le gymnase Jean-Jaurès est inscrit sur la liste des monuments historiques depuis 1994.

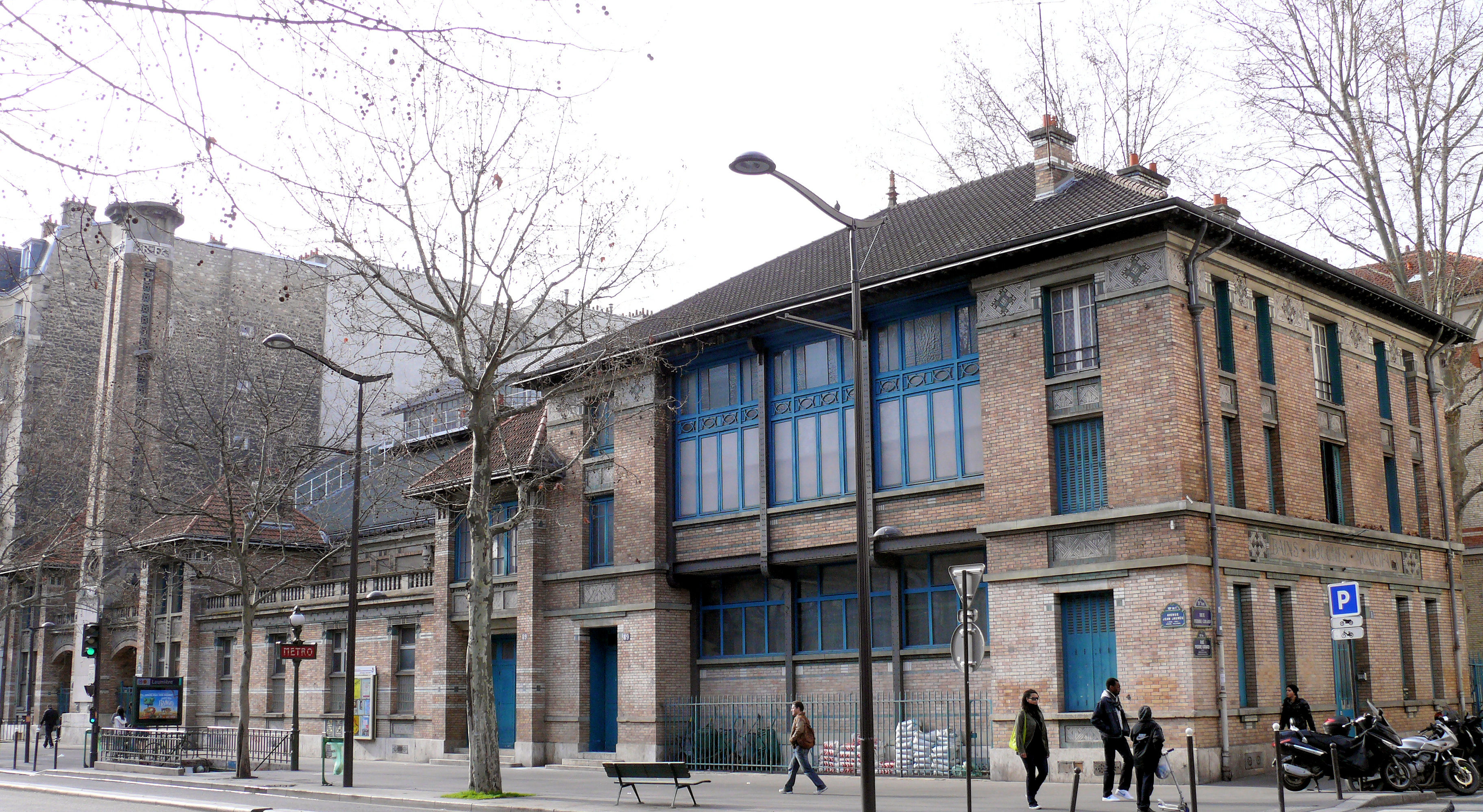
Vue d'ensemble du gymnase Jean-Jaurès.
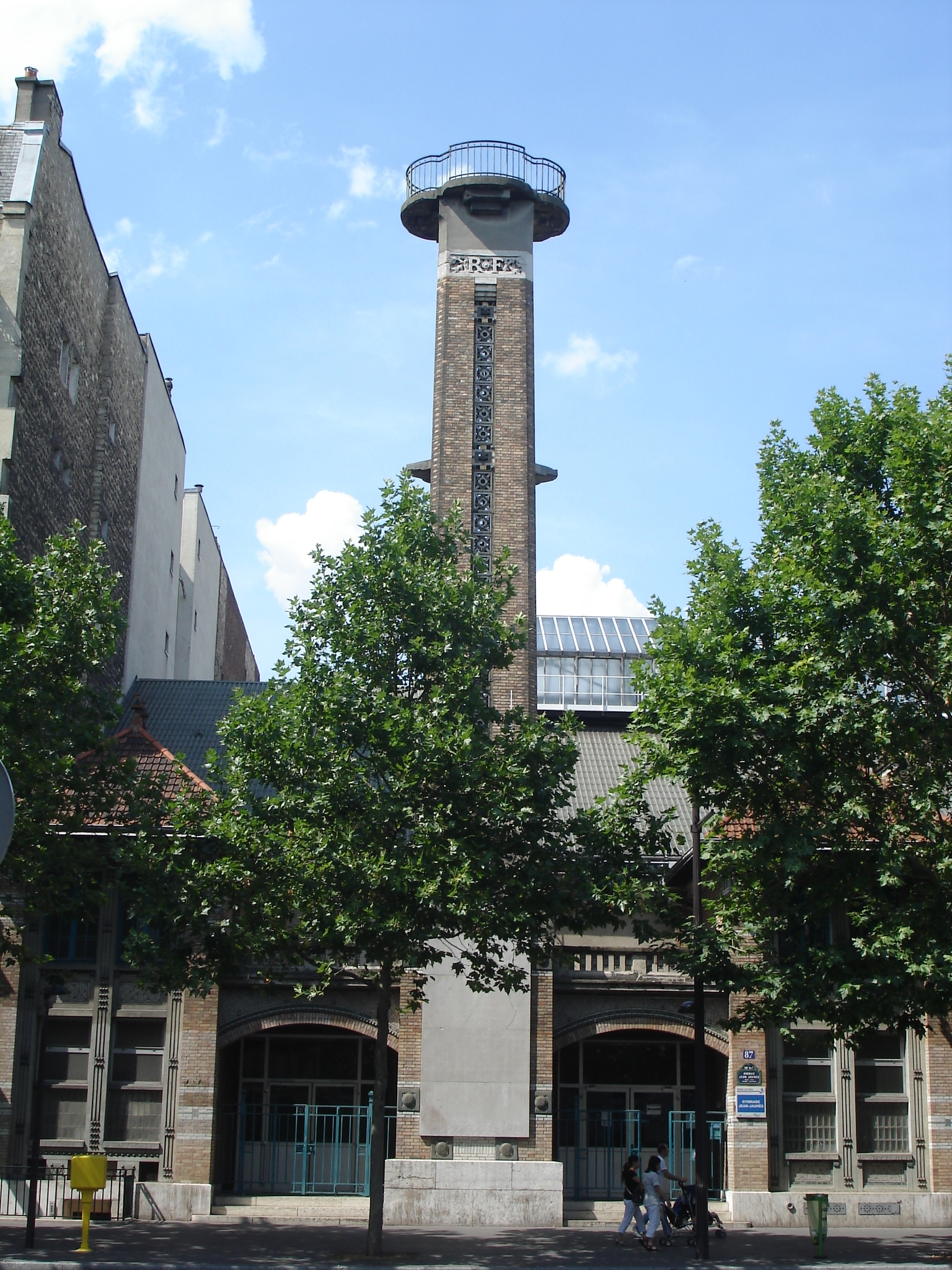
Le campanile du gymnase Jean-Jaurès.
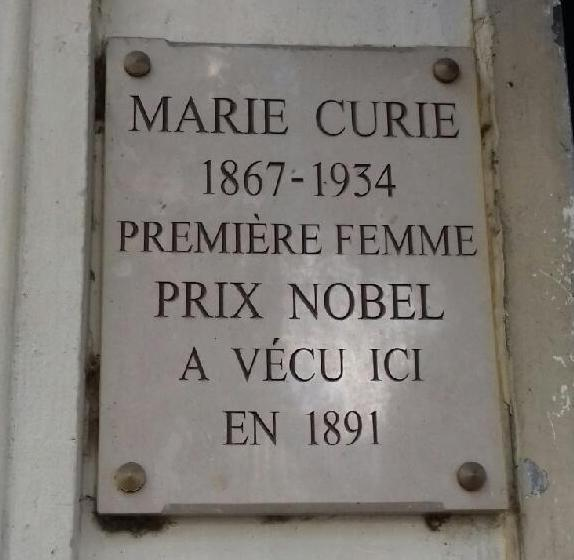
N° 92 : domicile de Marie Curie en 1891.
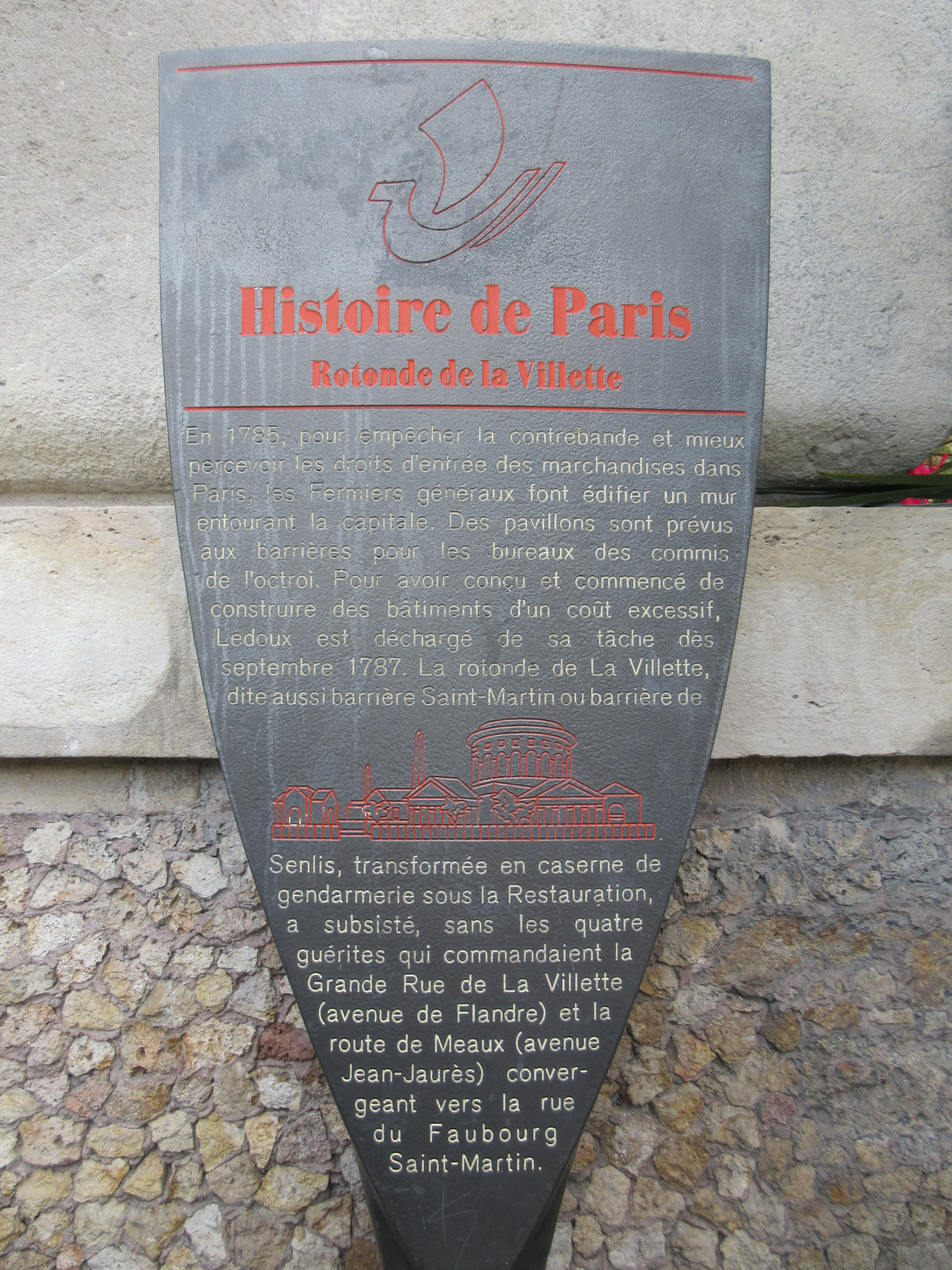
Panneau Histoire de Paris « Rotonde de la Villette ».
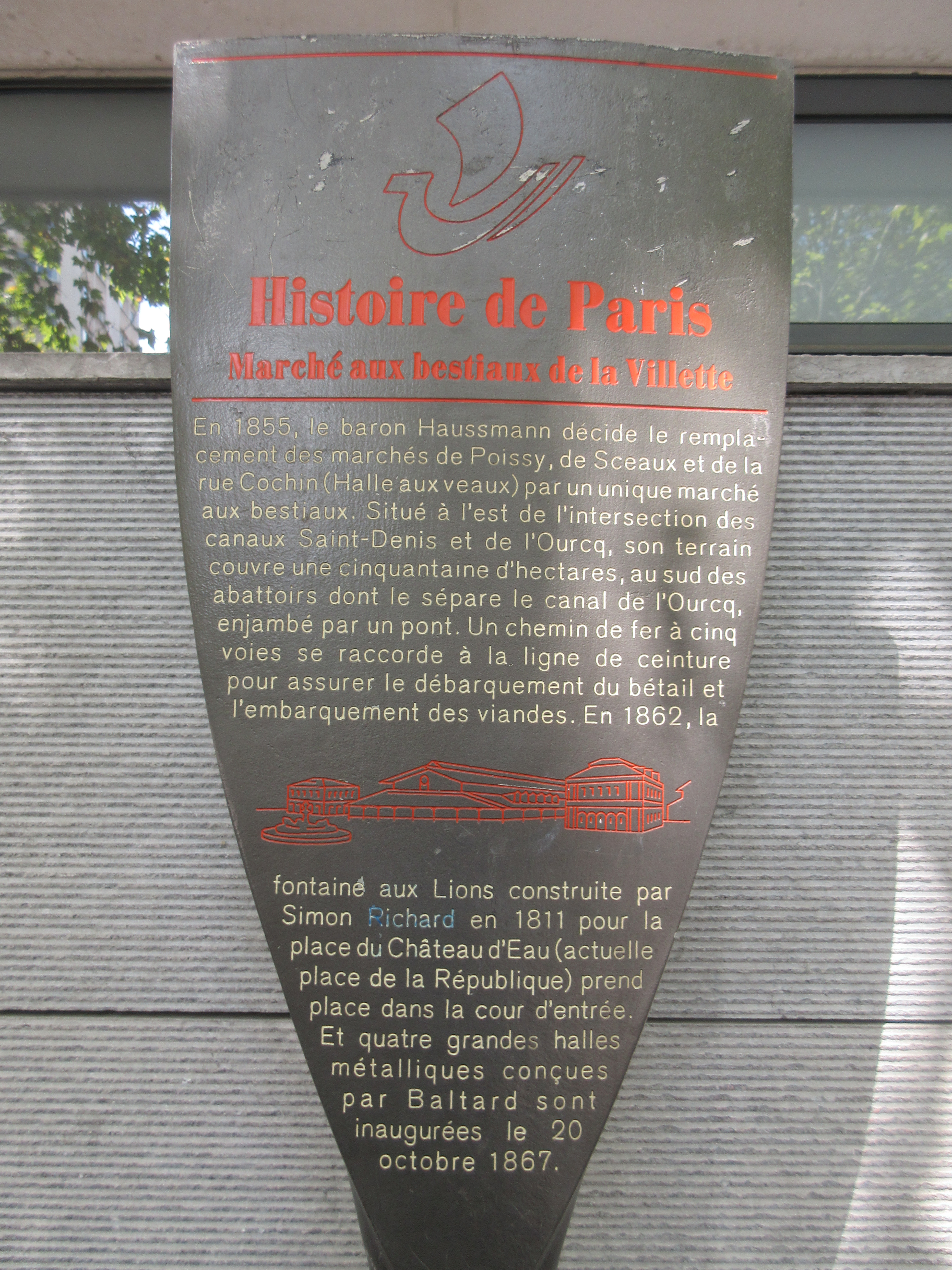
Panneau Histoire de Paris « Marché aux bestiaux de La Villette »

- No 92 : immeuble où habita Marie Curie en 1891 (plaque commémorative).
- No 111 : emplacement de la fontaine marchande d’Allemagne[9].
- No 149 : Une des plus anciennes quincailleries de Paris encore en activité : la quincaillerie Mirus.
- No 152 : emplacement, dans les années 1930, des studios photographiques de Fernand Dengremont (mort en 1985), photographe industriel spécialiste de l'aviation[10].
- No 161 : siège de la Société des compagnons charpentiers des Devoirs du Tour de France.
- No 180 : réalisation partielle (première phase les trois premières des seize travées de la façade sur l'avenue Jean-Jaurès et tous les bâtiments sur cour) selon le projet architecte Fernand Pouillon[11].
- No 214 : architecte Pol Abraham (1891-1966), associé à Pierre Tabon, achevé en 1938 , entrées 20-22, sente des Dorées[12].
- No 209 : immeuble achevé en 1991, architecte Aldo Rossi  associé à l’architecte Claude Zuber[13].
- No 211 : le théâtre Paris-Villette est installé dans l’ancien pavillon de la Bourse du marché aux bestiaux. Premier établissement culturel à s’implanter sur le site de la Villette, en 1972, (alors que les abattoirs fonctionnent encore), le Théâtre Paris-Villette  s’appelait à l’époque Théâtre Présent[14] ;
  - le Conservatoire national de musique et de danse ouvert en 1990 fait partie de la Cité de la musique, architecte Christian de Portzamparc[15] ;
  - place de la Fontaine-aux-Lions et accès au parc de la Villette.
- No 215 : Cité de la musique, inaugurée en 1995, a été conçue par l’architecte Christian de Portzamparc.
- No 221 : Philharmonie de Paris[16], inaugurée le 14 janvier 2015, architecte Jean Nouvel.